# إلفيس فييرا أرواخو
إلفيس فييرا أرواخو (بالبرتغالية: Élvis Vieira Araújo) (9 سبتمبر 1990 في البرازيل - ) هو لاعب كرة قدم برازيلي في مركز الوسط. لعب مع أتلتيكو غويانيينسي وبوتافوغو ريغاتاس ونادي بارانا ونادي بنفيكا ويو دي ليريا ونادي تومبينس ونادي أمريكا وS.L. Benfica B ‏.

## وصلات خارجية
- إلفيس فييرا أرواخو على موقع قاعدة بيانات كرة القدم.إي يو (الإنجليزية)
- إلفيس فييرا أرواخو على موقع Soccerway.com (الإنجليزية)